# Nightwish
A Nightwish egy finn szimfonikus metal együttes. A metal stíluson belül a power metal és a heavy metal áll még közel hozzájuk.

## Az együttes zenei stílusa, megítélése
Tarja Turunen kiléptetése előtt éppen az ő operaénekesi hangja miatt nevezték őket az operametal legnagyobb képviselőjének. Szimfonikus metalnak is mondják, de ez is megingott mára, hiszen Tarja már nincs az együttesben, viszont az 51 tagú brit szimfonikus zenekar megmaradt az új albumon is, sőt az Imaginaerum kétlemezes kiadásán az egyik lemez a számok instrumentális (ének nélküli) változatait tartalmazza. Szinte teljesen leváltotta a szintetizátorhangzást, ami a zenekar kezdeti időszakára oly jellemző volt.
A második énekesnő, Anette Olzon énekhangja inkább nép- és popzenei hangzású. Az együttes sikere és elismertsége Tarjával, Anette-tel (és Floorral) töretlen maradt. A koncerteken az új énekesnő egyre több ellenzőt és kételkedőt győzött meg, majd 2012. október 1-jén bejelentette, hogy kilép a zenekarból. Anette után Floor Jansen (ReVamp, ex-After Forever) lett az énekesnő, aki 2013 októbere óta teljes jogú tagja a zenekarnak.

## Az együttes története

### Megalakulás
A Nightwish hivatalosan a finnországi Kitee-ben alakult 1996 júliusában, egy estén, amikor is Tuomas a barátaival a tábortűz körül ült. Stúdióba vonultak, és felvették az első három dalt 1996 októbere és decembere között. Ebben az időben háromfős volt az együttes: Tuomas Holopainen, Tarja Turunen, a kiváló opera-énekesnő és Erno „Emppu” Vuorinen, a gitáros.
A legelső demójuk neve Demo. Az egyik dala az együttes neve lett. Ezen a demón három szám volt, a „Nightwish”, a „The Forever Moments” és az „Etiäinen”.

### Kezdeti évek, Angels Fall First
A zenekar 1997 elején kezdett dobos után nézni, így került képbe Emppu ismerőse, Jukka Nevalainen, aki azonnal csatlakozott is a Nightwish-hez. Az akusztikus gitárt rövid időn belül felváltotta az elektromos. Ez év áprilisában és augusztusában stúdióba vonultak. Áprilisban hét, augusztusban négy új dalt vettek fel, ezek megtalálhatók az Angels Fall First korlátozott példányszámú kiadásában.
Májusban két albumra szóló szerződést írtak alá a finn Spinefarm Records kiadóval. Az Angels Fall First novemberben jelent meg, és 31. lett a finn lemezlistán. Kicsivel korábban a The Carpenter című kislemezük 8. lett. (A kislemez címadó dalához videóklip is készült.) Az Angels Fall First kritikai fogadtatása vegyes volt. Az AllMusic 2 csillagot adott rá a maximális 5-ből és más források, mint a The Metal Observer, megállapították, hogy a Nightwish debütáló albuma elhalványul a későbbi munkáik mellett. Ennek ellenére az Encyclopaedia Metallumon a hallgatók átlagosan 91%-ra értékelték. Első hivatalos fellépésük 1997. december 31-én Kitee-ben volt.

### Basszusgitárossal a fedélzeten, Oceanborn, Wishmaster
1998-ban Tuomas barátja, a basszusgitáros Sami Vänskä is tag lett. Ebben az évben adták ki a második albumukat, az Oceanbornt. Ez kicsit keményebb lett az előzőnél a basszusgitár megjelenése miatt. Ez az album az 5. helyezést érte el a finn albumlistán. Az albumhoz kapcsolódó kislemez, a Sacrament of Wilderness egyenesen az első helyre került, amit senki sem várt azelőtt. A Sleeping Sun című dalhoz videóklipet is forgattak, amit később átdolgoztak.
1999-ben vették fel Sleeping Sun (Four Ballads of the Eclipse) című kislemezüket a németországi napfogyatkozás alkalmából. 15 000 példányt adtak el az első hónapban egyedül Németországban. Augusztusban az Oceanborn aranyalbum lett.
2000-ben a Nightwish részt vett az Eurovíziós Dalfesztivál finn selejtezőjén a „Sleepwalker” című számmal. Másodikok lettek, de megnyerték a közönségszavazást. Májusban adták ki a Wishmastert. Ez azonnal első lett a finn listákon és ott is maradt három hétig, ezalatt aranyalbummá vált. A Wishmaster lett a hónap lemeze a német Rock Hard Magazine-nál, annak ellenére, hogy ekkor jelentek meg a régen várt Iron Maiden és Bon Jovi lemezek.

### Az új évezredben, Over The Hills And Far Away, Century Child
2001-ben a Nightwish felvette az Over the Hills and Far Away című EP-t. A feldolgozáshoz készült videóklip is. From Wishes to Eternity címmel koncertfelvételeket adtak ki videókazettán, DVD-n és CD-n. Rövidesen Sami Vänskä személyes okok miatt elhagyta az együttest, és szintén Tuomas egyik jó barátja, Marco Hietala lépett a helyére, aki otthagyta a Sinergy-t a Nightwish-ért, de jelenleg a Tarot-ban is játszik. Marcoval nem csak egy basszusgitárost nyertek, hanem egy kiváló énekest is, és ettől fogva duetteket is énekeltek.
2002-ben kiadták a Century Child albumot, valamint az Ever Dream és a Bless the Child kislemezeket. Az előző albumoktól a legfőbb eltérést a több dalnál megszólaló élő nagyzenekar adja, ami a hangzást a klasszikus zenére emlékeztetővé varázsolja, illetve Marco erős reszelős hangja, amely főleg a Phantom Of The Opera-ban jelenik meg. A Bless the Child c. dalhoz készült egy videóklip is. A Century Child két óra alatt vált arany- és két hét alatt platinalemezzé. A finn listákon új rekordot állított fel: sosem volt ekkora különbség az első és a második között.
2003-ban a Nightwish kiadta a második DVD-t End of Innocence címmel. Tarja 2003 nyarán megházasodott, férje az argentin üzletember, Marcelo Cabuli lett. Ezzel párhuzamosan elindultak a pletykák a csapat feloszlásáról. Ezek a pletykák később hamisnak bizonyultak.

### Nagy áttörés a Once lemezzel

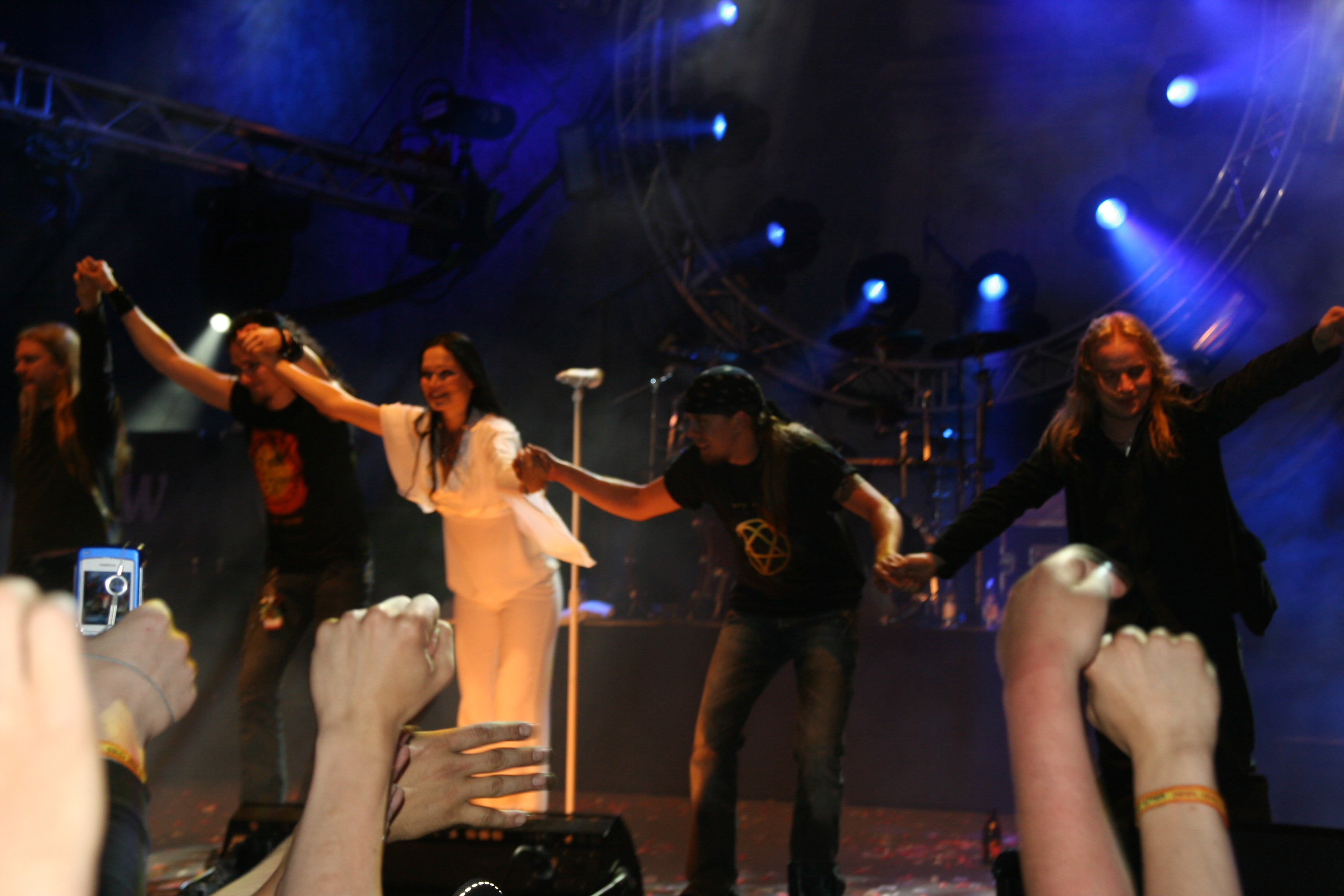
A Nightwish 2005-ben

A Once című nagylemezük 2004. június 7-én jelent meg. Az album 11 számából kilencben közreműködik a London Session Orchestra, amely többek között A Gyűrűk Ura filmváltozatának zenéjét is játszotta. Ez a második albumuk, amin egy teljesen finn nyelven énekelt dal is helyet kap (Kuolema Tekee Taiteilijan). Háromszoros platinalemez lett Finnországban, platina Németországban, arany Svédországban és első helyezett a görög, német, magyar és norvég albumlistákon. Az együttes fellépett a 2005-ös atlétikai világbajnokság megnyitóján Helsinkiben, ami szintén jelzi elismertségüket.
2005 szeptemberében kiadtak egy válogatásalbumot Highest Hopes címmel, amelyen a legsikeresebb dalaik szerepelnek. A lemezen szerepel a Sleeping Sun felújított változata, amelyhez új videóklipet is forgattak. A Once dalai közül a Wish I Had an Angel-höz és a Nemo-hoz készült még klip.

### Tarja Turunen kilépése
2005. október 21-én a Once album másfél éves turnéjának utolsó koncertje után, melyen felvették az End of an Era DVD-jüket, az együttes többi négy tagja nyílt levélben kérte fel Tarja Turunent, az énekesnőt, hogy lépjen ki az együttesből.
Az indoklás szerint a férje és a pénz megváltoztatta, már nem illik a csapat beállítottságához, túl anyagiassá vált. Az énekesnő egy másik nyílt levélben válaszolt, amit saját honlapján jelentetett meg. Az énekesnő nélküli együttes 2006. szeptember 15-én elkezdte hatodik stúdióalbumuk felvételét.

### Az új énekesnő: Anette Olzon, Dark Passion Play
2007 szeptember 26-án megjelent a hatodik stúdiólemezük Dark Passion Play címmel.  Ezen a korongon a basszusgitáros Marco Hietala sokkal nagyobb énekes szerephez jutott, mint korábban. Az albumhoz kapcsolódóan három kislemezt adtak ki, az „Eva”-t, az „Amaranth”-ot és az „Erämaan Viimeinen"-t (a Last of the Wilds című dal finn változata, amelyet Indica énekese, Jonsu ad elő).
Az új énekesnő és a Nightwish első közös hivatalos koncertje a 2007. október 6-i tel-avivi fellépés volt. Lemez- és énekesnő-bemutató turnéjuk 2008. március 5-én volt Budapesten óriási sikerrel, ráadásul a Last Of The Wilds című számot a turné során először itt adták elő. Az eredeti helyszín a Petőfi Csarnok lett volna, de már elővételben elkeltek a jegyek, és így nagyobb helyszínre költözött a koncert, nevezetesen a Jég- és Rendezvénycentrumba.Más indoklások szerint azért változott a koncert helyszíne, mert Magyarországra is el akarták hozni a Nyugat-Európában mindenhol nagy népszerűségnek örvendő, az End Of An Erán is eljátszott pirotechnikát. Bár ez a fajta látványterv eltért az End Of An Eráétól az új számok miatt.

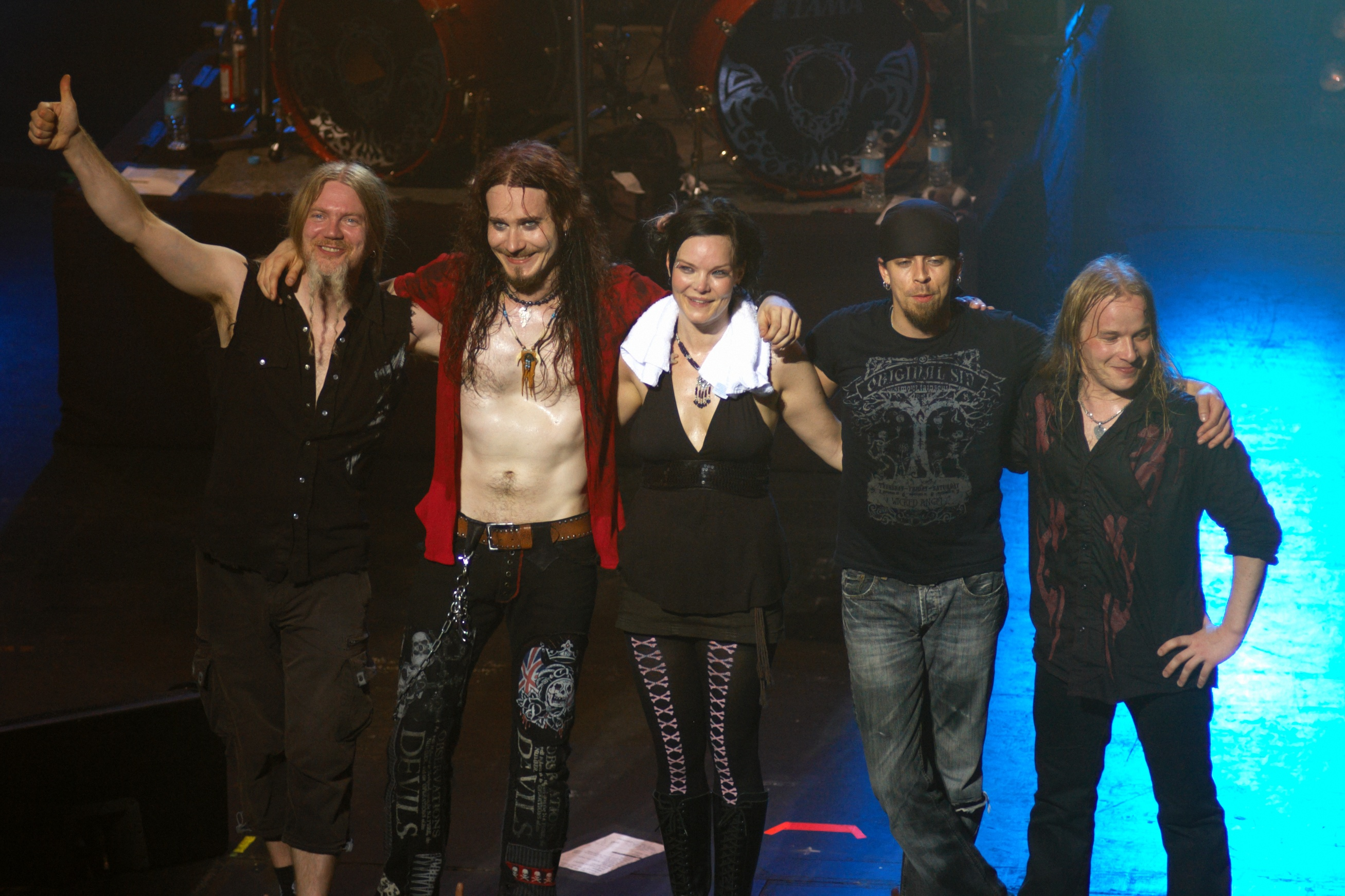
A Nightwish 2008-ban.

2008-ban kiadták a "Bye Bye Beautiful" és az "Islander" kislemezeket, amelyekhez videóklipet is készítettek. Ezen kívül készült még videóklip az Eva-hoz és az Amarath-hoz.

### Imaginaerum, Anette Olzon kilépése
2012. október 1-jén bejelentették, hogy Anette és a csapat útjai elválnak egymástól. Mivel a Nightwish az Imaginaerum album turnéján egyetlen koncertet sem szeretett volna lemondani, a holland Floor Jansen (ex-After Forever, ReVamp) lépett be helyettesítőként, majd 2013 őszén állandó taggá is vált.
2013 decemberében egy interjúban Anette azt állította, hogy őt igazából kirúgták, és soha nem tekintették egyenértékű tagnak. Anyagilag is sokkal rosszabbul járt mint a négy zenész. Valamint a házasságának, a magánéletének se tett jót a Nightwish-ben töltött időszak. Az interjú megjelenése után a Nightwish kiadott egy közleményt a honlapján, amelyben reagáltak Anette kijelentéseire. Ebben az együttes többi tagja cáfolta Anette legtöbb állítását (talán csak a kirúgásról szóló részt nem).
Az Imaginaerum albumról csak a Storytime című dalhoz készült klip, de cserébe csináltak egy filmet, mely az album dalaira épül. Ez persze azt jelenti, hogy a dalokat egymás után érdemes hallgatni, hiszen úgy alakul ki a történet, és egy-egy dal, külön, nem nagyon tudja megállni a helyét a dallistákon.
Az Imaginaerum-ra keresztelt filmet Stobe Harju rendezte. 2012. november 23-án jelent meg először, Finnországban. A filmnek vegyes fogadtatása lett. Sokan panaszkodtak arra, hogy nehezen követhető a cselekmény. Meglehetősen nyomasztó lett, de talán ezzel teljesen kimerült a Dark Passion Play utóhatása.

### Endless Forms Most Beautiful, 2014

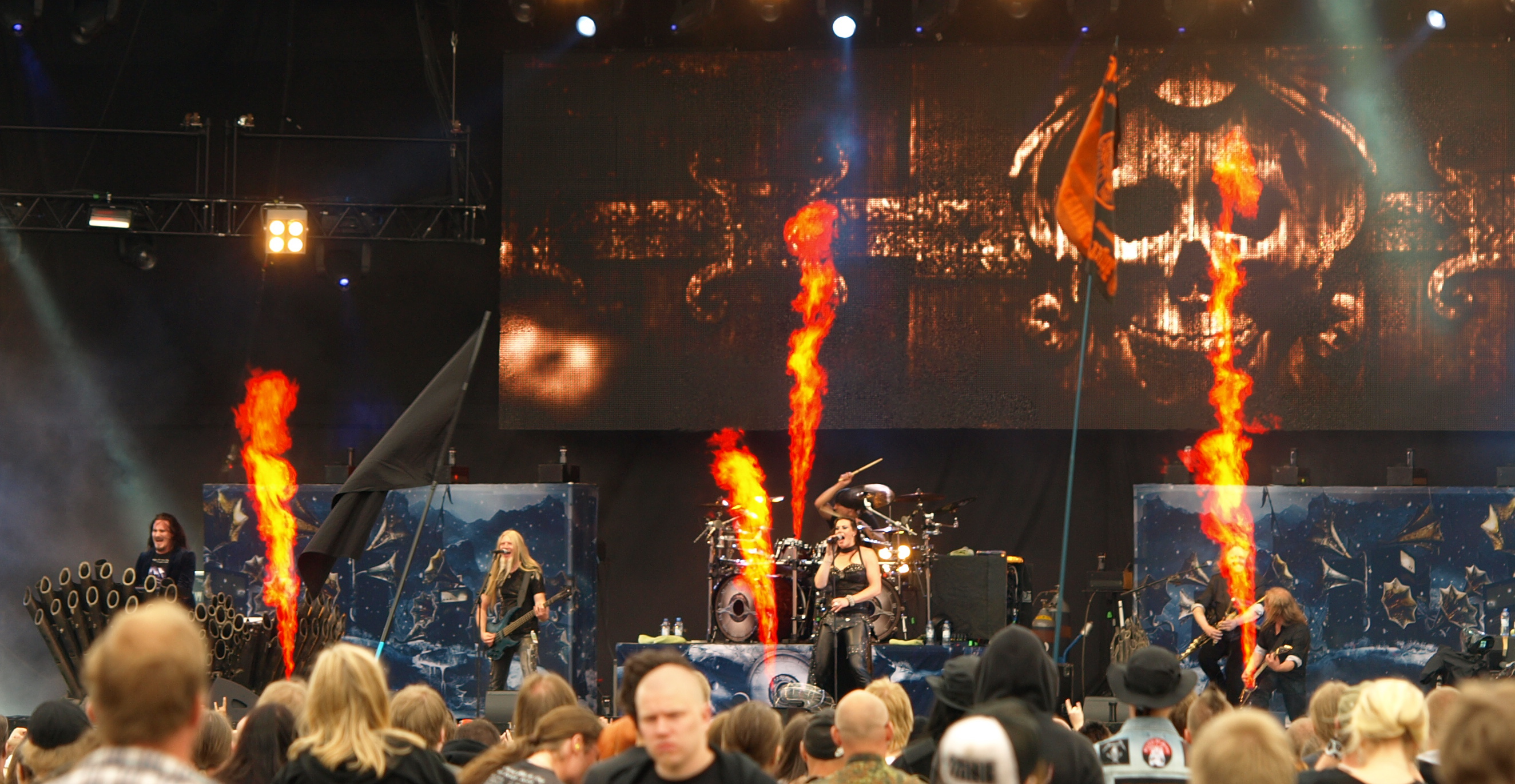
A Nightwish 2013-ban.

2014-ben, 7 hónappal a Showtime, Storytime turné után az együttes bejelentette, hogy új albummal jelentkeznek, ami az első lesz az új tagokkal, Floorral és Troy-jal. Júliusban stúdióba vonultak, és már el is kezdték a számok felvételét. Az album 2015. március 27-én jelent meg, Endless Forms Most Beautiful címmel. Az albumot az Élan című kislemez vezette fel februárban, majd további két kislemez kísérte.

### Jukka Nevalainen távolléte/kilépése
Minden rajongót meglepett és valószínűleg elkeserített, amikor Jukka (és a Nightwish) egy videó keretében bejelentette: a dobos beteg, és a készülő albumon már nem ő fog játszani. Jukka alvásproblémákkal küszködött már évek óta, de reménykedett, hogy jobban lesz - egészen eddig. Természetesen az együttes üzleti hátterét továbbra is ő kezeli. Utódja Kai Hahto, a Wintersun dobosa. Ha Jukka alvászavaraira találnak megoldást, visszatér helyére, de ez még évekbe telhet. 2019. júliusában a dobos bejelentette, hogy elhagyja az együttest, pozícióját pedig hivatalosan is Kai Hahto tölti be. Tuomas elmondása szerint Jukka azóta sokkal jobban van, a továbbiakban pedig a zenekar pénzügyeit menedzseli.

### Human.:||: Nature. , Marco Hietala kilépése
A zenekar 2020 januárjában jelentette be,miszerint kilencedik nagylmezük Human. :||: Nature. címmel jelenik majd meg, és két részt ölel majd fel. A lemez első fele kilenc számmal mutatkozik be, a második pedig egyetlen, hosszúra nyúlt tétellel. Február 7-én megjelent a Noise című kislemez, melyet később a második kislemez, a Harvest követett. Március 11-én egy környezetvédelmi projekt keretein belül debütált az All The Works Of Nature Which Adorn The World - Ad Astra is, amely a második CD-n kapott helyet. A dal a londoni World Land Trust nevű londoni jótékonysági szervezet kisfilmjében hallható. Az album 2020. április 10-én jelent meg, igen vegyes fogadtatásban részesítve mind a kritikusokat, mind a rajongókat egyaránt.
A formáció 2020-ra tervezett turnéját a koronavírus-járvány miatt eltolták, de még ez évben bejelentették, miszerint márciusban két koncertet is adnak An Evening With Nightwish In A Virtual World elnevezés alatt, tehát egy online végigkövethető fellépést szerveztek, melynek keretein belül először adják elő élőben új lemezük dalait. 2021 január 12-én Marco Hietala bejelentette távozását, amelynek miértjéről hosszú sorokat közölt közösségi oldalain. Elárulta, hogy már hosszú ideje krónikus depresszióval küzd. Úgy érzi, mindenestől kiábrándult a zenéből és a zenélésből. Mostantól felépülésére kíván összpontosítani.
A turné kétszer is elmaradt a pandémiás intézkedések miatt, de az együttes 2022. december 20.-án végre meg tudta tartani magyarországi koncertjét a budapesti Sportarénában. Ami pedig pandémia helyett Floor egyéb lebetegedése miatt újra veszélybe került a dátum előtt 2 héttel, végül az énekesnő meggyógyult. A koncert közben Floor bejelentette, hogy következő évre is tervben van koncert.

## Felállás

### Jelenlegi felállás
| Floor Jansen | Tuomas Holopainen | Emppu Vuorinen | Kai Hahto | Troy Donockley                  | Jukka Koskinen                     |
|              |                   |                |           |                                 | Jukka Koskinen] a Wintersun turnén |
| ének         | szintetizátor     | gitár          | dob       | síp, duda, buzuki, gitár, vokál | basszusgitár                       |
| 2013-        | 1996–             | 1996–          | 2019-     | 2013–                           |                                    |

### Korábbi tagok
- Tarja Turunen – ének (1996–2005)
- Anette Olzon – ének (2006–2012)
- Sami Vänskä – basszusgitár (1998–2001)
- Jukka Nevalainen - dob (1997-2019)
- Marco Hietala - ének, basszusgitár (2001 - 2021)

### Vendégzenészek
- Kai Hahto ( Wintersun, Rotten Sound, Arthemesia, Max on the Rox, Swallow The Sun)
- Tony Kakko (Sonata Arctica) – Angels Fall First és Over the Hills and Far Away
- Tapio Wilska (Finntroll) – Oceanborn és Over the Hills and Far Away
- Ike Vil (Babylon Whores) – Wishmaster
- John Two-Hawks – Once
- Troy Donockley – Dark Passion Play
- Floor Jansen - Imaginaerum

## Diszkográfia

### Albumok
| Cím                          | Megjelenés | Kiadó                                | Hossz |
| ---------------------------- | ---------- | ------------------------------------ | ----- |
| Angels Fall First            | 1997       | Century Media, Spinefarm             | 57:25 |
| Oceanborn                    | 1998       | Century Media, Drakkar, Spinefarm    | 53:11 |
| Wishmaster                   | 2000       | Century Media, Drakkar, Spinefarm    | 56:11 |
| Century Child                | 2002       | Century Media, Spinefarm             | 50:11 |
| Once                         | 2004       | Nuclear Blast, Roadrunner, Spinefarm | 60:07 |
| Dark Passion Play            | 2007       | Spinefarm, Nuclear Blast, Roadrunner | 75:46 |
| Imaginaerum                  | 2011       | Nuclear Blast, Spinefarm, Roadrunner | 74:56 |
| Endless Forms Most Beautiful | 2015       | Nuclear Blast                        | 78:36 |
| Human. :II: Nature.          | 2020       | Nuclear Blast                        | 81:35 |
| Yesterwynde                  | 2024       | Nuclear Blast                        | 71:07 |

### Kislemezek
| Cím                              | Megjelenés | Album                          | Kiadó                    |
| -------------------------------- | ---------- | ------------------------------ | ------------------------ |
| "The Carpenter"                  | 1997       | Angels Fall First              | Spinefarm                |
| "Sacrament of Wilderness"        | 1998       | Oceanborn                      | Spinefarm                |
| "Passion and the Opera"          | 1998       | Oceanborn                      | Drakkar                  |
| "Walking in the Air"             | 1999       | Oceanborn                      | Spinefarm                |
| "Sleeping Sun"                   | 1999       | Oceanborn                      | Spinefarm                |
| "The Kinslayer"                  | 2000       | Wishmaster                     | Drakkar                  |
| "Deep Silent Complete"           | 2000       | Wishmaster                     | Spinefarm                |
| "Over The Hills Far Away         | 2001       |                                |                          |
| "Ever Dream"                     | 2002       | Century Child                  | Spinefarm                |
| "Bless the Child"                | 2002       | Century Child                  | Drakkar, Spinefarm       |
| "Nemo"                           | 2004       | Once                           | Nuclear Blast, Spinefarm |
| "Wish I Had an Angel"            | 2004       | Once                           | Nuclear Blast, Spinefarm |
| "Kuolema Tekee Taiteilijan"      | 2004       | Once                           | Spinefarm                |
| "The Siren"                      | 2005       | Once                           | Nuclear Blast, Spinefarm |
| "Sleeping Sun"                   | 2005       | Highest Hopes (válogatásalbum) | Spinefarm                |
| "Eva"                            | 2007       | Dark Passion Play              | Nuclear Blast            |
| "Amaranth"                       | 2007       | Dark Passion Play              | Nuclear Blast, Spinefarm |
| "Erämaan Viimeinen"              | 2007       | Dark Passion Play              | Nuclear Blast, Spinefarm |
| "Bye Bye Beautiful"              | 2008       | Dark Passion Play              | Nuclear Blast, Spinefarm |
| "The Islander"                   | 2008       | Dark Passion Play              | Nuclear Blast, Spinefarm |
| "The Sound of Nightwish Reborn"  | 2009       | Dark Passion Play              | Nuclear Blast, Spinefarm |
| "Storytime"                      | 2011       | Imaginaerum                    | Nuclear Blast, Spinefarm |
| "The Crow, The Owl and the Dove" | 2012       | Imaginaerum                    | Nuclear Blast, Spinefarm |
| "Élan"                           | 2015       | Endless Forms Most Beautiful   | Nuclear Blast            |
| "Shudder Before The Beautiful"   | 2015       | Endless Forms Most Beautiful   | Nuclear Blast            |
| "Endless Forms Most Beautiful"   | 2015       | Endless Forms Most Beautiful   | Nuclear Blast            |
| "Noise"                          | 2020       | Human. :\|\|: Nature.          | Nuclear Blast            |
| "Harvest"                        | 2020       | Human. :\|\|: Nature.          | Nuclear Blast            |

### Koncertlemezek
- From Wishes to Eternity (2001)
- End of an Era (2006)
- Made in Hong Kong (2009)
- Showtime, Storytime (2013)

### Válogatás albumok
- Wishmastour (2000)
- Tales from the Elvenpath (2004)
- Bestwishes (2005)
- Highest Hopes (2005)
- The Sound of Nightwish Reborn (2008)
- Walking in the Air - The Greatest Ballads (2011)
- Decades (2019)

### DVD-k
- From Wishes to Eternity (2001)
- End of Innocence (2003)
- End of an Era (2006)
- Dark Passion Play (Bonus DVD) (2008)
- Made In Hong-Kong (and in various other places) (CD+DVD) (2009)
- Imaginaerum ( film) (2013)
- Showtime, Storytime (CD+DVD) (2013)
- Vehicle of Spirit (2016)
- Decades: Live In Buenos Aires (2019)

## Magyarországi fellépéseik
- 2000. E-Klub, Budapest
- 2001. Sziget Fesztivál, Metal Hammer sátor, Budapest
- 2002. Sziget Fesztivál, Nagyszínpad, Budapest
- 2003. június 5. Summer Rocks Fesztivál, Petőfi Csarnok, Budapest
- 2004. október 26. Petőfi Csarnok, Budapest
- 2005. május 26. Petőfi Csarnok (szabadtér), Budapest
- 2008. március 5. Budapesti Jég és Rendezvény Centrum, Budapest
- 2009. április 4. Főnix Csarnok Debrecen
- 2012. április 29. Papp László Budapest Sport Aréna Budapest
- 2015. július 15. Petőfi Csarnok / Hegyalja Fesztivál / Budapest
- 2015. december 12. Papp László Budapest Sportaréna, Budapest
- 2018. november 20. Papp László Budapest Sportaréna, Budapest
- 2022. július 30. Fezen Fesztivál, Harman Nagyszínpad, Székesfehérvár
- 2022. december 20. Papp László Budapest Sportaréna, Budapest

### Hivatalos honlapok
- Nightwish
- Tarja Turunen oldala Archiválva 2013. május 20-i dátummal a Wayback Machine-ben
- Tuomas Holopainen oldala
- Floor Jansen oldala

### Rajongói oldalak
- Magyar rajongói oldal
- Nightwish kikötő (2009-ben megszűnt)
- A legnépszerűbb Nightwish klipek és dalszövegek egy helyen